# Tomasz Oskar Sosnowski
Tomasz Oskar Sosnowski (ur. 12 października 1810 w Nowomalinie na Wołyniu, zm. 27 stycznia 1886 w Rzymie) – polski rzeźbiarz.
Syn Stanisława i Kastyldy. Ukończył Liceum Krzemienieckie. Był uczestnikiem powstania listopadowego. W latach 1833–1835 kontynuował naukę w Warszawie. Uczył się rysunku u Antoniego Blanka a rzeźby u Pawła Malińskiego. Następnym etapem rozwoju artysty były studia w Berlinie pod kierunkiem Christiana Raucha i w Rzymie w pracowni Pietro Teneraniego. W roku 1843 przyjechał do Warszawy, by po trzech latach wyjechać do Rzymu. Tutaj został profesorem rzeźby w Akademii św. Łukasza. Na emigracji pozostał do końca życia.
W 1859 roku otrzymał od papieża Piusa IX Order Świętego Grzegorza Wielkiego.

## Twórczość
Całą twórczość Sosnowskiego określić można jako neoklasycystyczną. W treści rzeźb można jednak odnaleźć elementy romantyzmu, a w twórczości portretowej realizmu.
W dorobku artysty dominują dzieła o tematyce religijnej:
- Piotr Skarga, Kościół Świętych Apostołów Piotra i Pawła w Krakowie
- Chrystus w grobie z 1858 roku, ofiarowany przez rzeźbiarza do kościoła Karmelitów w Warszawie
- Anioł Zmartwychwstania z 1859 roku, ofiarowany przez rzeźbiarza do kościoła Karmelitów w Warszawie
- Liczne posągi Matki Boskiej. Najbardziej znana jest Madonna Jazłowiecka, którą wykonał Sosnowski w 1882 roku, dla zgromadzenia sióstr niepokalanek w Jazłowcu (od 1946 roku figura znajduje się w kaplicy Niepokalanek w Szymanowie pod Warszawą)
- Nagrobek kanonika Jana Koźmiana[2], 1880, Katedra w Poznaniu
- Epitafium abpa Leona Przyłuskiego[3], Katedra w Poznaniu
- Zdjęcie z krzyża, kościół polski św. Stanisława w Rzymie
- Pomnik biskupa Adama Naruszewicza z 1861, wykonany z białego marmuru w Rzymie, Bazylika kolegiacka w Janowie Podlaskim[4]

Prace artysty o tematyce świeckiej:
- Justitia (Sprawiedliwość), 1850, rzeźba powstała po antypolskim wystąpieniu Bismarcka
- Edyp i Antygona[5] – ofiarowany Krakowowi po jego pożarze w 1850 roku.
- Pomnik Tadeusza Czackiego z 1861 roku, dla kościoła Wizytek w Warszawie
- Jadwiga i Jagiełło[6], kamienna wersja z 1886 znajduje się na krakowskich Plantach

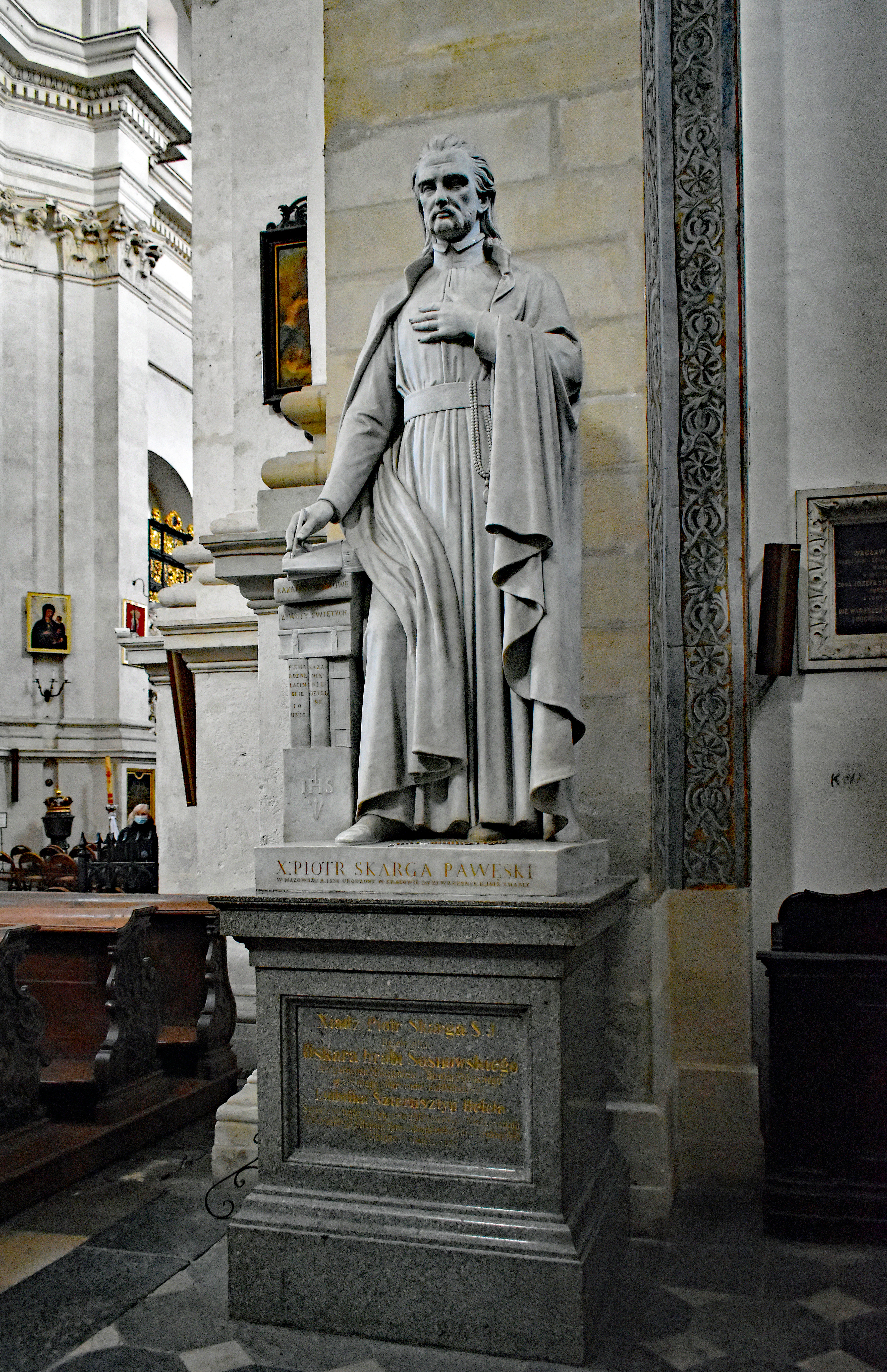
Pomnik Piotra Skargi Kraków, ul. Grodzka 52a kościół Świętych Apostołów Piotra i Pawła
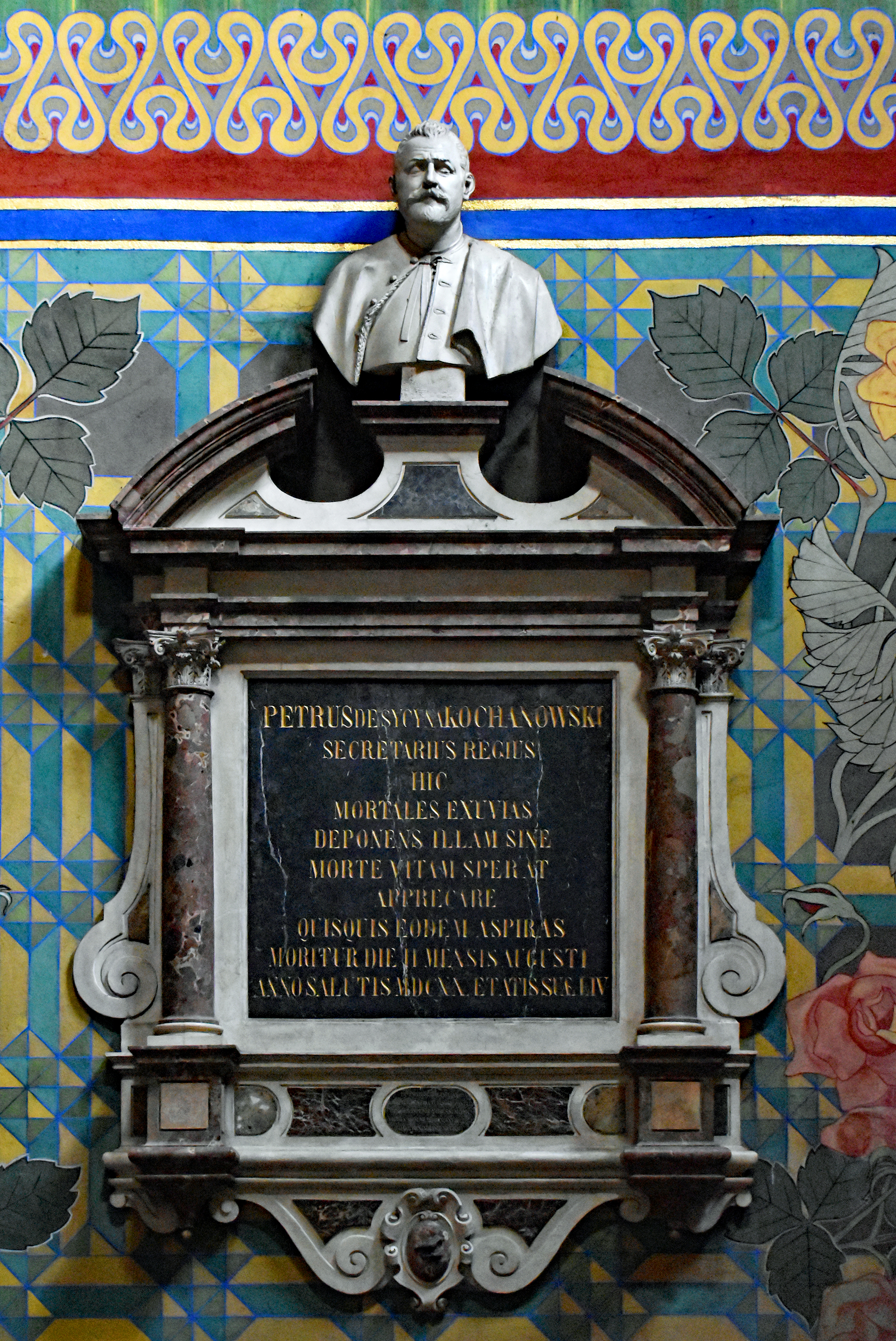
Epitafium Piotra Kochanowskiego Kraków, ul. Franciszkańska 2 kościół św. Franciszka z Asyżu
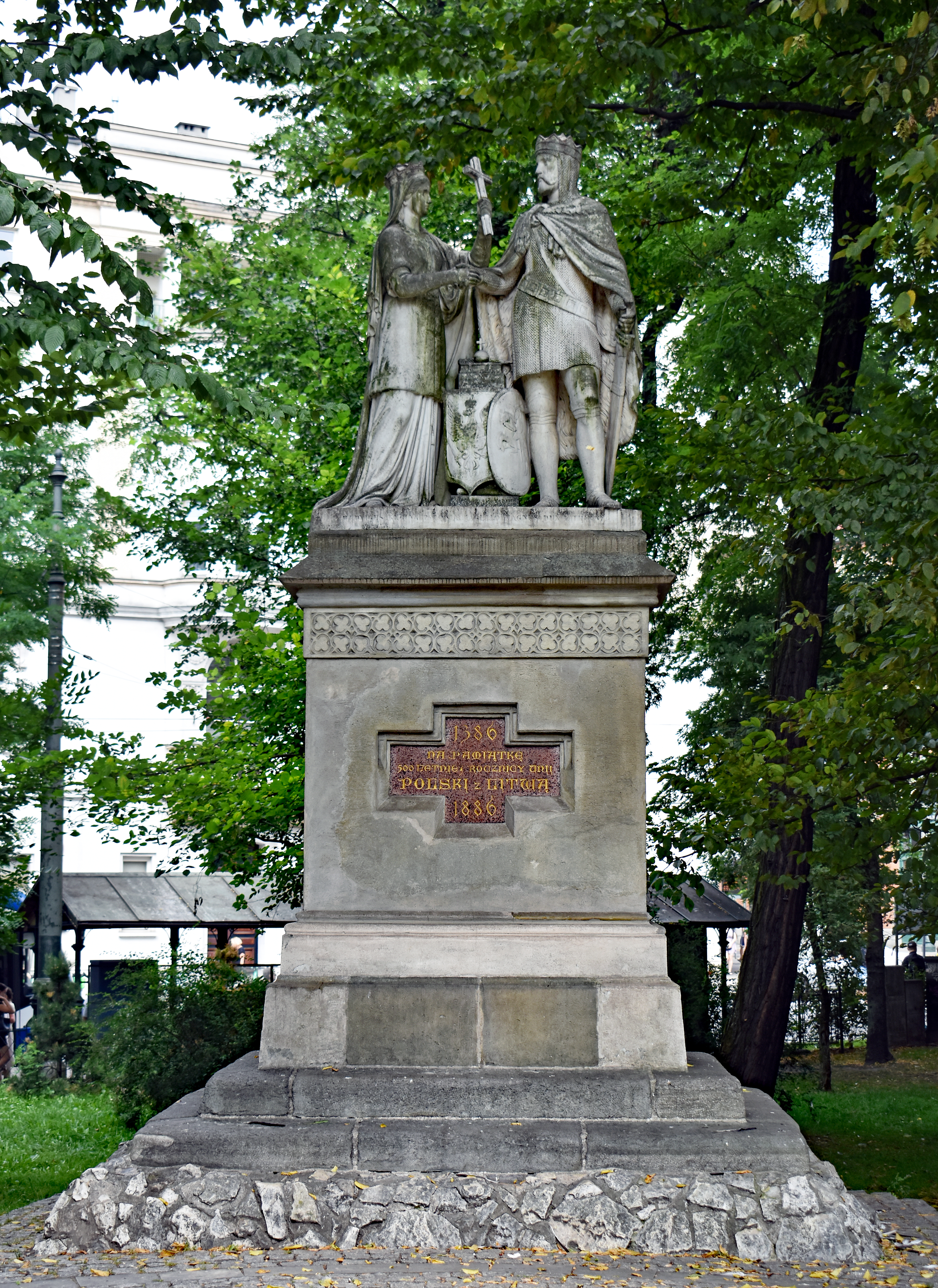
Pomnik Jadwigi i Jagiełły (500 lecia unii polsko-litewskiej) Kraków, Planty
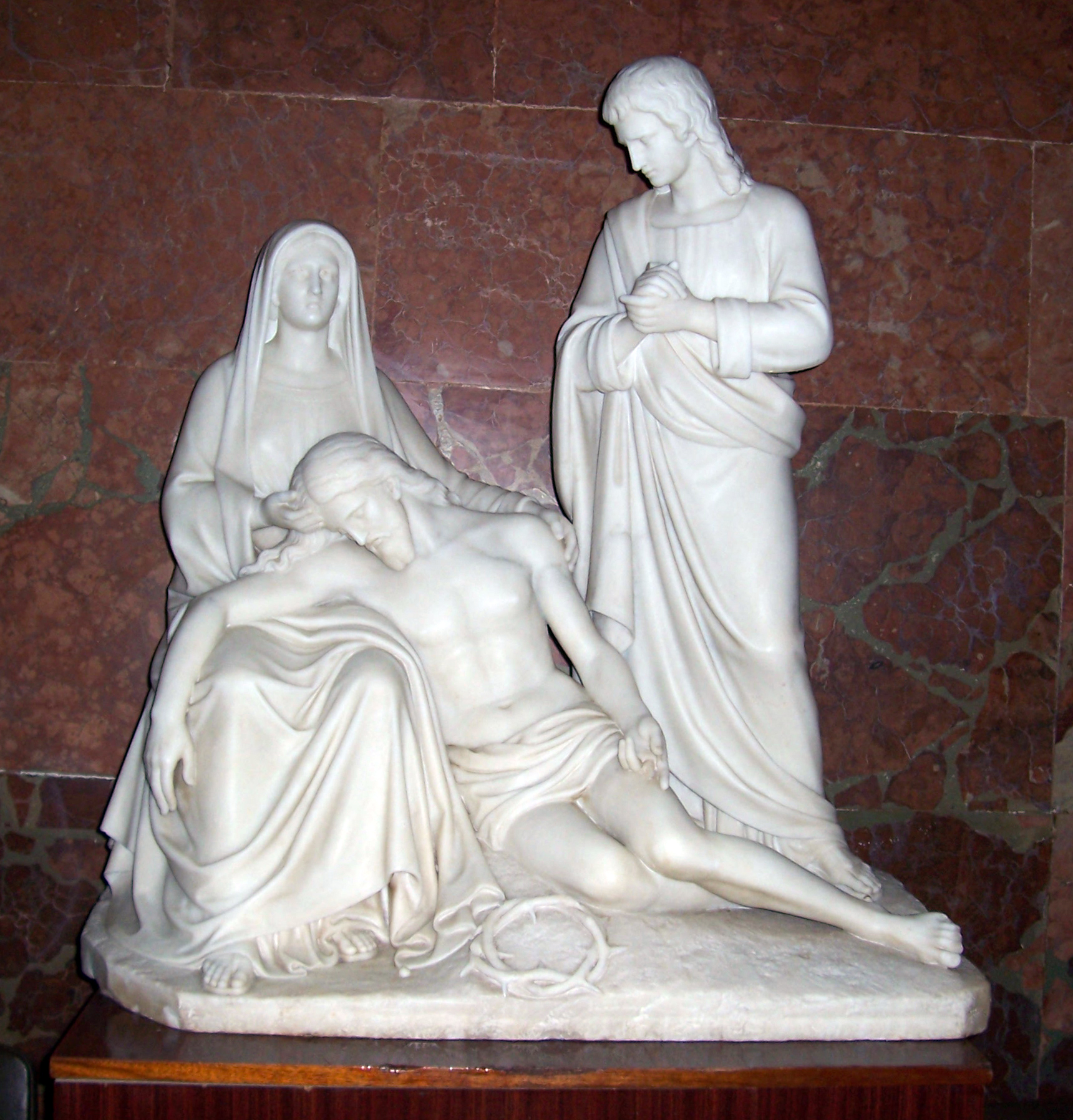
Pietà Równe, Muzeum Okręgowe
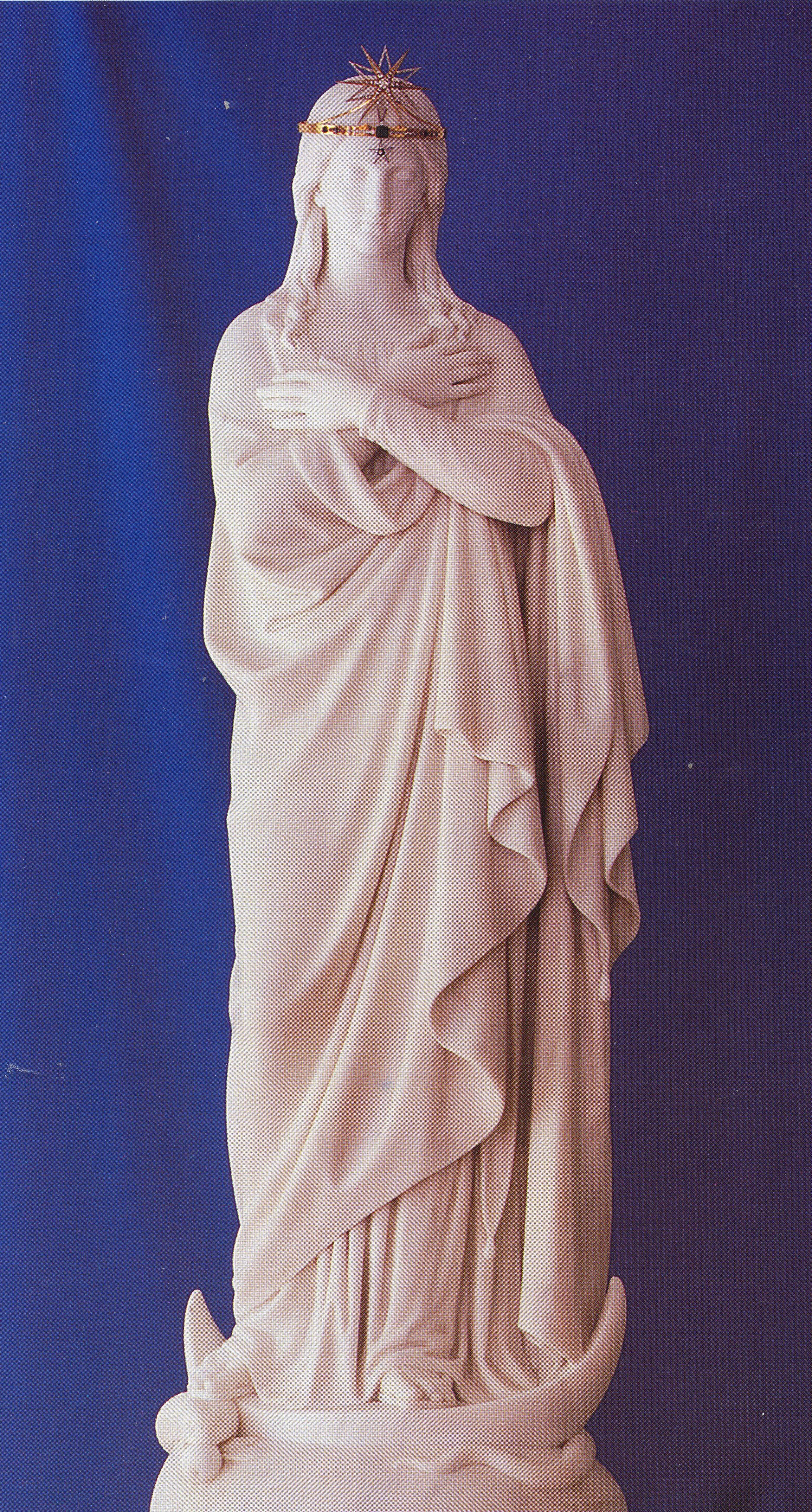
Matka Boża Jazłowiecka Szymanów